# Purdue University Fort Wayne Men's Volleyball
La Purdue University Fort Wayne Men's Volleyball è la squadra di pallavolo maschile appartenente alla Purdue University Fort Wayne, con sede a Fort Wayne: milita nella Midwestern Intercollegiate Volleyball Association della NCAA Division I.

## Storia
Il programma di pallavolo maschile della Indiana University - Purdue University Fort Wayne viene fondato nel 1981 e affiliato alla Midwestern Intercollegiate Volleyball Association. A inizio anni novanta i Mastodons iniziano a ottenere i primi risultati di spicco della propria storia: dopo una finale di conference persa, nel 1991 vincono per la prima volta la MIVA, qualificandosi per il torneo NCAA, dove vengono sconfitti in semifinale dalla Southern California, andando poi a vincere la finale per il terzo posto contro la Penn State. Un anno dopo si ripetono e dopo la conquista del titolo di conference, approdano al torneo NCAA, venendo eliminati in semifinale dalla Stanford e perdendo anche la finalina, disputata nuovamente contro la Penn State. 
Nel 1994, nonostante la seconda sconfitta consecutiva in finale di conference, la squadra partecipa al torneo NCAA grazie alla classifica totale, rimediando però prima una sconfitta in semifinale contro la UC Los Angeles e poi nella finale per il terzo posto contro la Ball State. Nel 1999 i Mastodons vincono il terzo titolo di conference, disputando la terza posto season della propria storia: al torneo NCAA però non vanno oltre le semifinali, sconfitti in una battaglia di cinque set dalla CSU Long Beach; tra i giocatori Scott Lane viene inserito nell'All-Tournament Team del torneo.
Sconfitti nella finale del torneo MIVA nel 2000 e nel 2005, i Mastodons tornano a conquistare la propria conference nel 2006, nella post-season però il loro cammino si ferma già in semifinale, perdendo per 3-0 contro la UC Los Angeles. Un anno dopo, ottenuto il quinto titolo MIVA della propria storia, durante il torneo NCAA superano in semifinale la Penn State in quattro set, raggiungendo per la prima volta la finale, dove cedono in altrettanti parziali alla UC Irvine; tra i Mastodons C.J. Macias e Colin Lundeen vengono inseriti nel sestetto ideale del torneo.
Dopo la scissione della Indiana University - Purdue University Fort Wayne in due separate università, il programma prosegue come squadra della Purdue University Fort Wayne, fondata il 1º luglio 2018, cambiando quindi denominazione e mutando i propri colori da blu e bianco a oro e nero.

## Record
| Piazzamento          |   | Edizione                                                                          |
| -------------------- | - | --------------------------------------------------------------------------------- |
| Tornei NCAA          | 6 | Finale: 1 2007                                                                    |
| Tornei NCAA          | 6 | 3º posto: 1 1991                                                                  |
| Tornei NCAA          | 6 | 4º posto: 2 1992, 1994                                                            |
| Tornei NCAA          | 6 | Semifinali: 2 1999, 2006                                                          |
| Titoli di conference | 5 | Midwestern Intercollegiate Volleyball Association: 5 1991, 1992, 1999, 2006, 2007 |

## Conference
- Midwestern Intercollegiate Volleyball Association: 1961-

## National Coach of the Year
- Armond Ball (2007)

## All-American

### First Team
- Lloy Ball (1994)
- Héctor Soto (1999, 2000)
- Matt Zbyszewski (2004)

### Second Team
- Lloy Ball (1992, 1993)
- Raul Papaleo (1992)
- Héctor Soto (1998)
- Chris Gisslen (1999, 2000)
- Jeffrey Ptak (2003)
- C.J. Macias (2006, 2007)

## Allenatori
- Armond Ball: 1981-2015
- Ryan Perrotte: 2016-

## Denominazioni precedenti
- Indiana University - Purdue University Fort Wayne Men's Volleyball: 1981-2018